# Evidence sbírkových předmětů

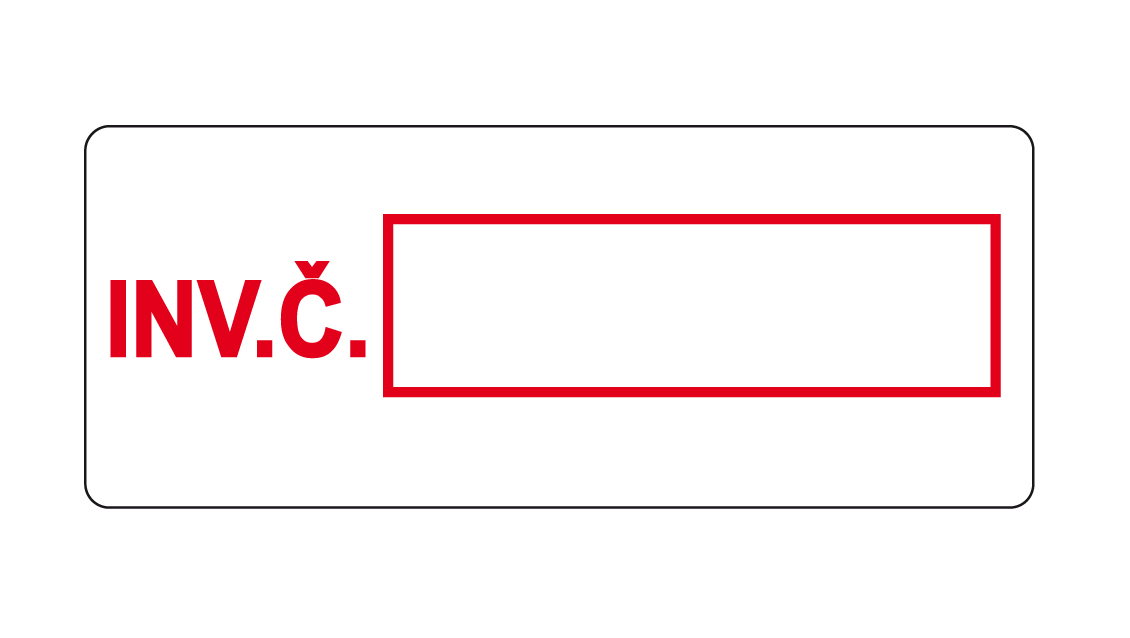
Inventární číslo

Při evidenci sbírkového předmětu v muzeu dochází k pořízení evidenčního záznamu, cílem je zajistit identitu sbírkového předmětu (př. pro inventarizaci) a získat o něm muzeologicky využitelné informace. Rozlišují se přitom dva typy evidence – evidence sbírkových předmětů (dvoustupňová evidence, chronologická a systematická) a evidence sbírek muzejní povahy (evidence muzejních fondů jednotlivých muzeí, kterou spravuje Ministerstvo kultury ČR v Centrální evidenci sbírek). Evidence sbírkových předmětů v českých muzeích je upravena zákonem č. 122/2000 Sb., o ochraně sbírek muzejní povahy.
Sbírkovým předmětem se může stát jakákoliv movitá či nemovitá věc, příp. soubor těchto věcí. O tom, zdali se předmět stane sbírkovým či nikoliv, určuje režim zacházení se sbírkou, přičemž rozhodující slovo má kurátor, který má v popisu práce tvorbu sbírky.

## Typy evidence
Bezprostředně po rozhodnutí o přijetí předmětu do sbírky se zapisují evidenční záznamy do přírůstkové knihy, která je vedena v rámci chronologické evidence. Chronologická evidence má dva základní významy – majetkoprávní (vlastnictví předmětu) a legislativní (pořízením záznamu se na sbírkový předmět začínají vztahovat všechna práva a povinnosti, plynoucí ze zákona). Přírůstková kniha musí být svázaná, očíslovaná; záznamy v počítači nejsou úředním dokladem.
K odborné správě sbírek slouží systematická evidence (zařazení předmětu do logických souvislostí – do některé ze systematických skupin; podkladem k inventarizaci sbírek). Systematická evidence může být vedena na katalogizačních kartách, v databázi počítače a nejčastěji v inventárních knihách. Lhůta na pořízení evidenčního záznamu v systematické evidenci je tři roky ode dne zapsání do chronologické evidence. Zákon neukládá povinnost rozšiřovat evidenční zápis v systematické evidenci oproti zápisu v chronologické evidenci, ale doplnění se předpokládá.
Zvláštním typem evidence je tzv. hromadná evidence, sbírkový předmět je v tomto případě tvořen souborem movitých či nemovitých věci (př. archeologické nálezy, přírodniny, písemnosti, věci stejného druhu atd.), povinným údajem je počet věcí, ze kterých je sbírkový předmět složen.

## Evidenční číslo
Sbírkový předmět je označen evidenčním číslem, tak aby nebylo lehce odstranitelné. Evidenční číslo je buď přírůstkové, kterým je sbírkový předmět označen při chronologické evidenci, nebo inventární, kterým je sbírkový předmět označen při systematické evidenci. Přidělení evidenčního čísla není důvod k odstranění čísla přírůstkového.

## Evidenční záznam
Účelem evidenčního záznamu je identifikovat sbírkový předmět a uchovat k němu dokumentaci. Evidenční záznam obsahuje obligatorní evidenční údaje, přičemž dle usouzení restaurátora může obsahovat i jiné informace. Evidence sbírkových předmětů je vedena vlastníkem sbírky (stát, kraj, obec) prostřednictvím správce sbírky (muzeum). Evidenční záznam musí obsahovat:
- název a stručný popis předmětu
- způsob a okolnosti nabytí předmětu
- území, z něhož předmět pochází
- aktuální stav předmětu
- evidenční čísla (podle typu evidence – přírůstkové při chronologické evidenci nebo inventární při systematické evidenci)
- označení archiválií (archiválie podle zákona nemůže být sbírkovým předmětem)